# NS-45 (機関砲)
NS-45（ロシア語: НС-45）は、第二次世界大戦中にソビエト連邦が開発した航空機関砲である。

## 概要
NS-45はNS-37を拡大したもので、口径は37 mmから45 mmとなった。名称は、開発者のA・E・ヌデリマーンとA・S・スラノフの頭文字に砲口径を組み合わせたもの。

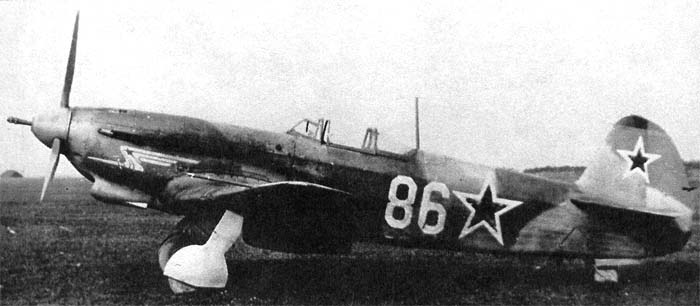
モーターカノンとしてNS-45を搭載したYak-9K

第二次世界大戦においては、Yak-9Kに装備されて軍に評価された。Yak-9Kは計53機が生産され、それらを用いた前線での実戦試験の結果、過大な反動や低い信頼性などを理由として機体は採用には至らなかった。
そのほかにも、Il-2襲撃機では各翼下に1門を搭載した試作機が作られ、大戦後に試作された夜間戦闘機Tu-1にも装備された。いずれも採用には至っていない。
本機関砲を搭載した航空機が少数生産もしくは試作のみに終わったことから、NS-45の生産も少数にとどまっている。